# You Make Loving Fun
"You Make Loving Fun" là sáng tác của Christine McVie, được trình bày bởi ban nhạc Fleetwood Mac trong album năm 1977 của họ, Rumours. Đây là một trong số 4 đĩa đơn top ten của album, đạt vị trí số 9 tại bảng xếp hạng Billboard Pop Singles Chart.

## Thành phần tham gia sản xuất
- Christine McVie – piano điện, clavinet, hát chính.
- Mick Fleetwood – trống.
- John McVie – bass.
- Lindsey Buckingham – guitar, định âm, hát nền.
- Stevie Nicks – hát nền.